# Luxemburgo en los Juegos Olímpicos de Garmisch-Partenkirchen 1936
Luxemburgo estuvo representado en los Juegos Olímpicos de Garmisch-Partenkirchen 1936 por un total de 4 deportistas que compitieron en 2 deportes.  
El equipo olímpico luxemburgués no obtuvo ninguna medalla en estos Juegos.